# Downhearted Duckling
Downhearted Duckling — 87-й эпизод мультсериала «Том и Джерри», вышедший 13 ноября 1954 года.

## Сюжет
Утенок Крякер оказывается в депрессии после того, как он прочитал книгу «Гадкий утенок». Он подумал, что уродлив. Джерри делает для него все возможное, чтобы ему помочь. Крякер решает себя обезглавить топором, но Джерри его вовремя останавливает. Джерри надевает ему бабочку на шею и шляпку на голову, показывая его в разбитое зеркало.
Крякер, посмотрев на себя в зеркало, начинает снова ныть. Джерри выносит из дома нормальное зеркало, но Крякер уходит от него. Крякер решает снова свести счеты с жизнью. Он будит Тома и заставляет съесть его, но Джерри вовремя его вылавливает из пасти Тома. Крякер снова идет на суицидальную попытку, сделав себя в бутерброде.
Как только Том пытался откусить бутерброд, Крякер испугался и соскользнул во внутрь дерева по ветке, которую по инерции съедает Том. Крякер извиняется перед ним, заставив Тома высунуть язык и ещё раз съесть его, но Джерри вовремя ловит Крякера.
Джерри и Крякер убегают, а Крякер хочет спрятаться под курицу, которую Джерри поволочил за крыло, и она в отместку заклевала его в землю. Далее, Крякер прячется в пироге, которым он хочет угостить Тома, чтобы тот его съел, но Джерри опять его спасает, швырнув пирог в лицо Тому. Джерри пытается сделать Крякеру макияж: грязевые аппликации, корсет, химическая завивка и розовая повязка на голову. Крякер думает, что это бесполезно. Том поймал Крякера в мешок и затащил его в сарай.
Том, достав его из мешка, посмотрел на его внешний вид и потерял аппетит, увидев то, что он сейчас более уродлив, чем без макияжа. Крякер делает походку Франкенштейна, напугав Тома и спросил у него, не хочет ли он его съесть. Том от страха крушит кирпичную стену и убегает. Крякер идет с пакетом на голове. Джерри удивлен его поведением и снимает пакет с его головы, но Крякер приходит в бешенство, распустив на него руки и уходит. Леди-утенок проходит мимо него и снимает с него пакет, говоря, что он симпатичный. Крякер радостно выкидывает пакет и вместе со своей девушкой идёт навстречу закату.